# أبراهام هوغلاند
أبراهام هوغلاند (بالإنجليزية: Abraham Hoagland)‏ هو قسيس أمريكي، ولد في 24 مارس 1797 في Hillsborough Township, New Jersey ‏ في الولايات المتحدة، وتوفي في 14 فبراير 1872 في مدينة سولت ليك في الولايات المتحدة بسبب ذات الرئة.